# 伊号第五十八潜水艦

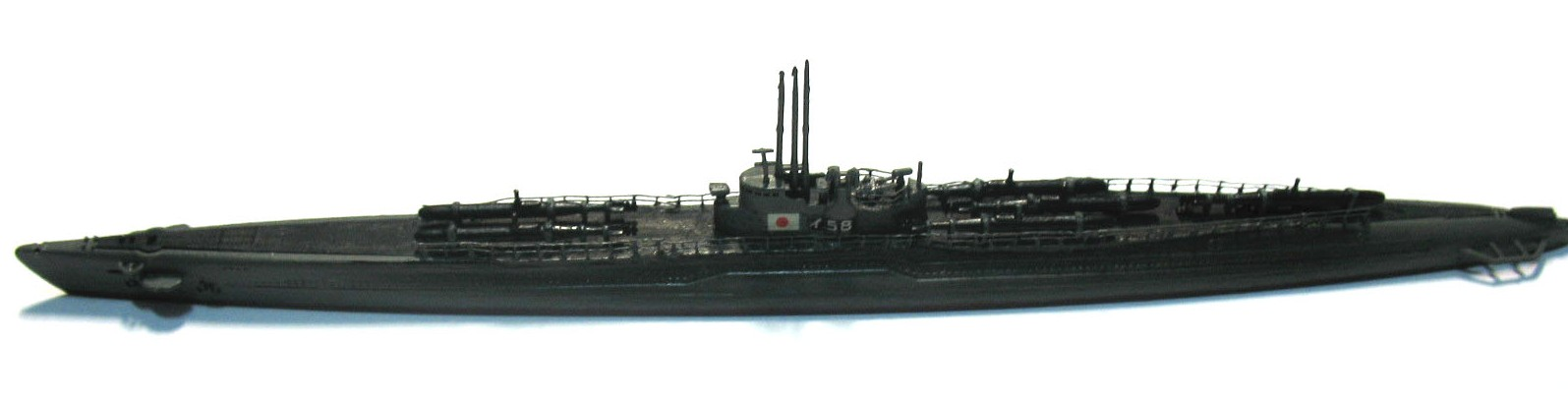
伊58（最終時）の模型

伊号第五十八潜水艦（いごうだいごじゅうはちせんすいかん）は、大日本帝国海軍の潜水艦で、巡潜乙型改2潜水艦である伊五十四型潜水艦の一隻。この名を持つ日本海軍の潜水艦としては2隻目。

## 艦歴

### 建造
1941年（昭和16年）の昭和17年度計画（マル追計画）により横須賀海軍工廠で建造され、1942年12月26日起工、1943年（昭和18年）10月9日進水、1944年（昭和19年）9月7日に竣工。呉鎮守府籍となり、訓練部隊の第六艦隊第11潜水戦隊に編入される。
12月4日第15潜水隊に編入、先遣部隊に配備された。これより先の11月、日本海軍は人間魚雷回天を戦線に初めて投入し、第一陣である菊水隊の回天がウルシー環礁で給油艦「ミシシネワ (USS Mississinewa, AO-59) 」を撃沈する戦果を挙げていた。「伊58」も回天作戦に2回目から起用される事となった。

### 金剛隊
金剛隊は「伊58」を含む6隻の潜水艦、24基の回天を以って編成され、「伊58」の攻撃目標はグアム島アプラ港と指定された。12月29日、「伊58」は呉を出港し、大津島に移動する。12月30日、大津島を出港し呉に移動。12月31日、呉を出撃。アプラ港はウルシー環礁と違って大型艦船は期待できなかったものの、彩雲の偵察に基づいて攻撃目標等が整理されていった。「伊58」は攻撃予定日の前日である1945年1月11日にはグアム近海に到達したものの、アメリカ軍の警報を傍受して攻撃を繰り上げる事とし、グアムから約32キロ離れた海上に近接して4基の回天をすべて発進させた。1月12日の夜明けごろに艦長橋本以行（海軍兵学校59期）が潜望鏡で観測したところ、アプラ港の方角から黒煙が2筋たなびくのを目撃した。「伊58」は潜航したまま西方へ避退した後浮上して、1月16日に戦果速報を打電。1月22日、呉に帰投した。
この攻撃の際、日本海軍はアメリカ側のおびただしい交信記録を傍受し、米護衛空母と大型タンカー1隻ずつを撃沈したと判断した。しかしながら米軍側に該当艦は無い。

### 神武隊
金剛隊の後、日本海軍は硫黄島に上陸したアメリカ軍に対して回天特別攻撃隊（千早隊）を編成して投入したが、「伊368」「伊370」の2艦を失い、生還した「伊44」は、「作戦は無謀」と意見具申した川口源兵衛艦長（兵66期）が、命令違反を理由に解任されるなど無益の結果に終わった。
「伊58」は、呉から光に移動して回天を搭載した後、2月28日に光を出港し呉に移動。千早隊に続いて編成された神武隊に加わり、3月1日に呉を出撃。回天発進地点に予定していた硫黄島北西沖に向かったが、3月6日に神武隊に対して作戦中止が指令された。「伊58」は沖ノ鳥島西方海面に移動して、ウルシー特攻に向かう第七六二海軍航空隊の陸上爆撃機「銀河」24機で編成された「菊水部隊梓特別攻撃隊」（丹作戦）の電波誘導を行うようにとの指令を受信した。回天2基を海中に投棄して沖ノ鳥島と南大東島の間に設定された予定地点に急行した「伊58」は、3月11日に電波誘導の任を果たした。3月16日、光に到着して残った回天2基を陸揚げした後、3月17日に呉に帰投した。

### 多々良隊
硫黄島を占領したアメリカ軍は、3月末から4月1日にかけて慶良間列島および沖縄島に上陸を開始。日本海軍はこれに抗するため、回天搭載潜水艦と回天を搭載しない通常の潜水艦合わせて11隻を投入。このため、「伊58」は大津島に移動して回天を搭載した後、3月31日に出港。回天搭載潜水艦で編成された多々良隊の一艦として4月1日に光を出撃。東シナ海を経由して沖縄島西方に出て、一時は戦艦「大和」の水上特攻に合流してついて行く腹で、慶良間列島沖のアメリカ艦隊を目標に進撃したものの悪天候に悩まされて突入が果たせなかった。橋本艦長は4月10日に状況を打電し、これを受けて第六艦隊司令部は作戦を変更し、沖縄とマリアナ諸島間の航路を狙うよう指令を出した。「伊58」も当該海域に移動したが、4月25日に駆逐艦と遭遇した以外は全く会敵せず、作戦中止指令を受け取って4月29日に光に帰投。回天とその搭乗員を降ろし、4月30日に呉に帰投した。
この後、「伊58」は航空機搭載設備（格納筒、射出機、クレーン）を撤去して、空いた前甲板に回天2基を搭載し、合計6基搭載となった。また、シュノーケルも装備された。

### 多聞隊・インディアナポリス撃沈

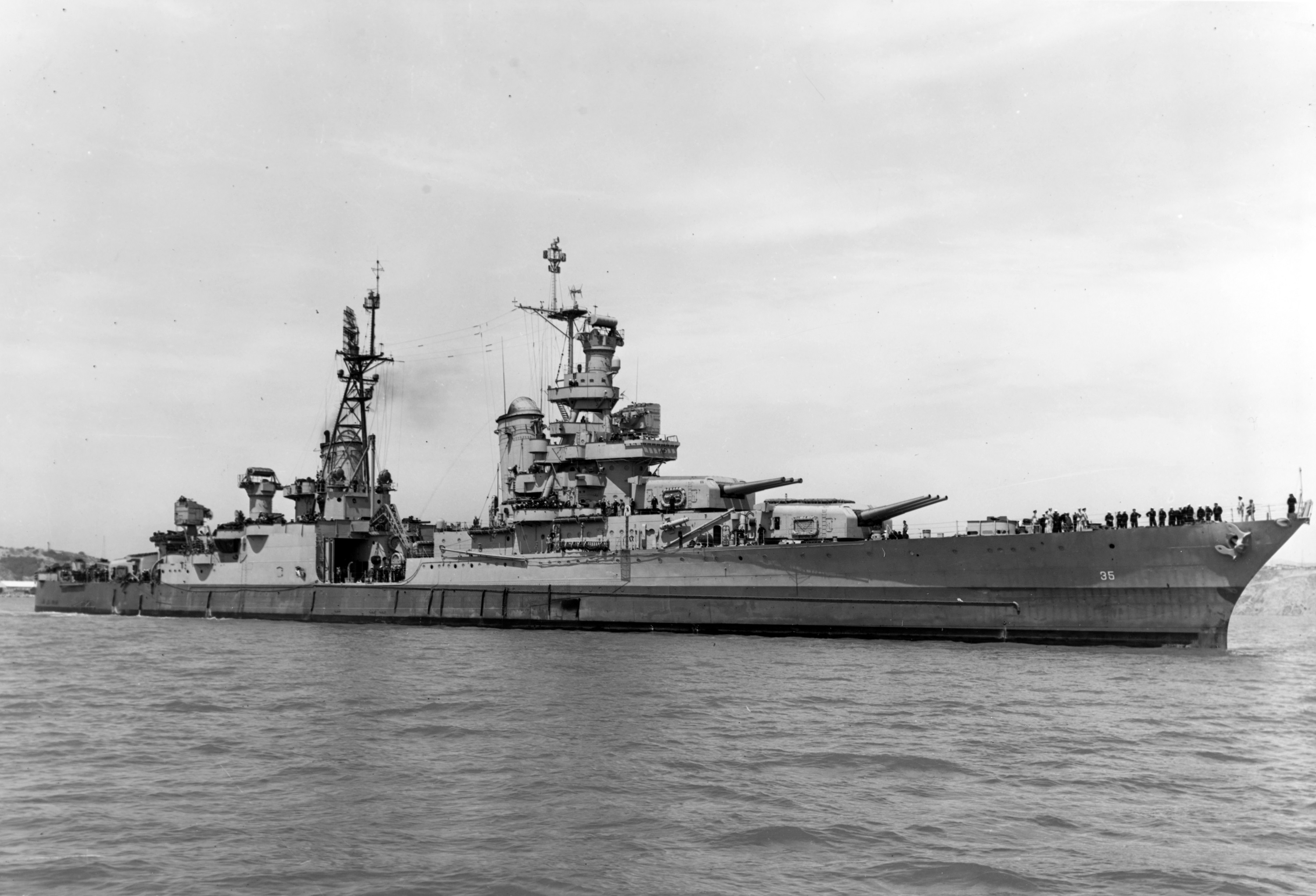
インディアナポリス（メア・アイランド沖 1945年7月10日）

7月16日、「伊58」は多聞隊の一艦として呉を出撃。平生に寄港して回天を搭載し、「非理法権天」と「宇佐八幡大武神」の幟を掲げ、7月17日に沖縄、レイテ湾、マリアナ諸島を結ぶ海域に向かったが、豊後水道で訓練中に1基の回天の特眼鏡（潜望鏡）に異常が見られたため平生に引き返し、交換の上7月18日に改めて出撃した。
7月28日、グアムとレイテ湾を結ぶ航路に出た「伊58」は、パラオ北方300浬地点付近で輸送船と駆逐艦を発見。魚雷戦と回天発進両方の準備を行ったが、目標までの距離が遠かったため回天のみの攻撃に決した。2番艇の小森一之一飛曹（甲飛13期）艇と1番艇の伴修二中尉（兵科3期）艇を発進させ、やがて爆発音が聞こえたものの、雨のため何も見えなかった。この頃、駆逐艦の護衛を受けて航行中の米C2-S-B1型戦時標準船の「ワイルド・ハンター」（Wild Hunter、6,214トン）は16時20分に潜望鏡を発見し、これに向かって砲座から砲撃を行った結果、潜望鏡は見えなくなった。
7月29日23時05分、「伊58」は北緯12度02分 東経134度48分 / 北緯12.033度 東経134.800度のパラオ北方250浬地点付近で、浮上して電探使用中、右舷真横約10kmの位置にテニアン島に原子爆弾を搬送し帰路に着いていた重巡洋艦「インディアナポリス (USS Indianapolis, CA-35) 」を電探により発見。橋本艦長は「インディアナポリス」をアイダホ型戦艦と識別し、12ノットで直進していると判断した。
橋本艦長は潜航し、魚雷戦と6番艇の白木一郎一飛曹（甲飛13期）艇と5番艇の中井昭一飛曹（甲飛13期）艇の発進準備を行った。しかし、回天の短い特眼鏡では闇夜で「インディアナポリス」を発見するのは難しいと判断し、まず魚雷攻撃をすることにした。その時、「インディアナポリス」が左に舵をきったため、「伊58」は右に舵をきって攻撃位置についた。23時26分、「伊58」は「インディアナポリスの」右舷側60度、約1,500mに位置し、3門ずつ、2秒の間隔をあけて魚雷6本を発射。魚雷3本が命中し、1本目が「インディアナポリス」の1番砲塔直下に命中。2本目が1本目の爆発で空いた穴に命中、3本目は艦橋付近の2番砲塔後部に命中した。この衝撃で「インディアナポリス」は2番砲塔の弾薬庫が誘爆。「インディアナポリス」が停止し、右舷に傾斜し艦首から沈み始めたのを確認した橋本は、深度30mに潜航して止めの魚雷の装填を行った。この時、白木艇からは「敵が沈まないなら出してくれ」と発進を催促していた。しかし、橋本は魚雷が命中した時点で、この攻撃での回天使用を止めていたのである。
翌7月30日00時27分、「インディアナポリス」は沈没した。30分後、魚雷の装填を終えて潜望鏡深度に戻った「伊58」ではあったが、観測、次いで浮上しても周囲には何も見えなかった。ここで橋本艦長はアイダホ型戦艦撃沈と判断したが、撃沈を知らせる艦内放送は通常2～3分で行われるのに対し、このときは10分程かかったため、衝撃音を感じるだけだった乗組員も相手が大型艦だと気がつき士気は高まった。しかし、これとは対照的に回天乗員は悔しがり、特に林義明一飛曹（甲飛13期）は「戦艦の如き好目標になぜ回天を使用しなかったのか」と涙を流していた。
「インディアナポリス」撃沈は、日本海軍の潜水艦としては最後となる大型戦闘艦の撃沈であり、第二次世界大戦で敵の攻撃により沈没した最後のアメリカ海軍水上艦艇である。回天乗員に不満の種を残しつつ、「伊58」は北上していった。8月1日から2日ごろにかけて、大和田通信所から「敵重要艦船遭難、捜索中らしき敵信多数あり」との情報を受信した。8月7日ごろには、新聞電報によって広島市への原子爆弾投下を知ることとなった。
8月9日、「伊58」は輸送船団と思しき集団を発見し、橋本艦長は回天の発進を命じたが、白木艇および3番艇の林艇は故障発生のため発進できず、中井艇と4番艇の水井淑夫少尉（兵科4期）艇を発進させ、やがて爆発音が聞こえた。この回天攻撃では、護衛空母「サラマウア (USS Salamaua, CVE-96) 」を基幹とするハンターキラー・グループの一艦として補給路の間接護衛と対潜掃討に従事していた護衛駆逐艦「ジョニー・ハッチンス (USS Johnnie Hutchins, DE-360) 」が、僚艦とともに爆雷攻撃と砲撃を行って、「ジョニー・ハッチンス」への体当たりを試みた回天を撃沈した。8月12日、「伊58」は水上機母艦と思しき艦艇を発見して林艇を発進させ、潜望鏡で観測した結果、水上機母艦から大水柱が吹き上がって撃沈と判断した。
この頃、ドック型揚陸艦「オーク・ヒル (USS Oak Hill, LSD-7) 」は護衛駆逐艦「トーマス・F・ニッケル (USS Thomas F. Nickel, DE-587) 」を伴ってレイテ湾に向かっていた。「伊58」が林艇を発進させてからしばらくして、「トーマス・F・ニッケル」は「オーク・ヒル」に並走する魚雷を発見。この「魚雷」は「トーマス・F・ニッケル」の艦底をかすめ去って、しばらくたってから爆発した。

### 終戦
8月15日、沖縄方面から豊後水道に向けて航行していた「伊58」は、終戦の詔勅を載せた新聞電報を受信。橋本艦長は新聞電報一通だけですべてを決める事を却下した上で、乗員の思わぬ行動を防ぐため終戦の詔勅の事は、とりあえずは一般の乗員に対しては伏せる事とした。8月17日、「伊58」は平生に到着して残った回天と白木一飛曹および整備員を降ろし、ここで橋本艦長が一般乗員に対して終戦の詔勅を奉読。翌8月18日に呉に帰投した。

### 終末

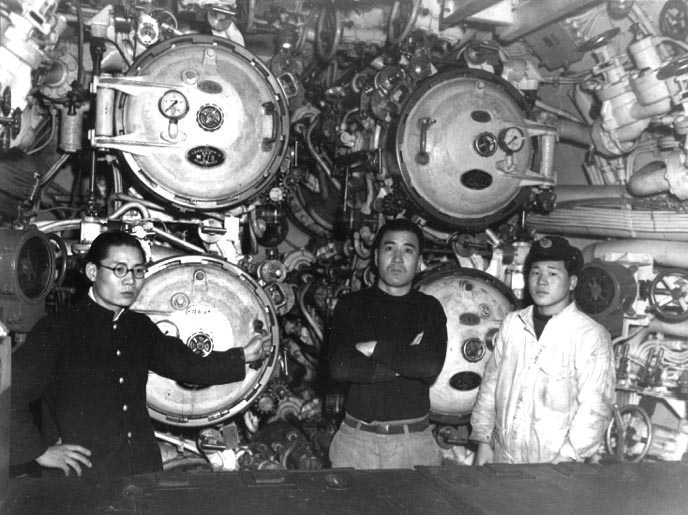
1946年、沈没処分前に佐世保で撮影された伊58の前部魚雷発射管

「伊58」は11月に入って佐世保に回航され、1946年4月1日、北緯32度37分 東経129度17分 / 北緯32.617度 東経129.283度の五島列島沖で他の潜水艦23隻と共に処分される「ローズエンド作戦」に参加。アメリカ軍の実艦標的として海没処分となった。この際、奇しくも初代「伊58」改め「伊158」も共に沈められている。

### 沈没艦の発見
2015年8月7日に海上保安庁の測定船「海洋」が五島列島沖で「伊58」と思われる物を含む24隻の船影を発見したと発表した。その後、2017年8月22日から25日に掛けてラ・プロンジェ深海工学会によって海底調査が行われ、9月7日には本艦及びその他の艦の艦種を特定したと発表した。これにより沈没地点が特定された。2017年現在は海底に対し60度の角度で艦首が突き刺さった状態で沈んでいる。
撃沈隻数は1隻、9,800トンである。

## 兵装
- 22号電探1基、逆探1基を新造時より装備、竣工時期が遅かったため航空機の搭載は無いと思われる。
- 回天搭載に備え、14センチ砲は新造時より装備していなかった。回天2基の搭載を予定していたようだが出撃時には4基を搭載する[40]。
- 13号電探の装備は、1945年3月の出発前の時期と推定される[41]。

## 歴代艦長
※『艦長たちの軍艦史』416頁による。

### 艤装員長
1. 橋本以行 少佐（兵59期）：1944年6月5日 -

### 艦長
1. 橋本以行 少佐（兵59期）：1944年9月7日 -

## 登場作品

### 映画
- 『真夏のオリオン』

後述する池上司の小説『雷撃深度一九・五』をベースにした戦争映画作品。ただし、史実ならびに原作小説で描かれた伊58に相当する潜水艦は、「伊77」と「伊81」の架空の番号の潜水艦2隻に分けて描写されている。
- 『人間魚雷出撃す』

### 書籍
- 『雷撃深度一九・五』

伊58潜水艦による重巡洋艦「インディアナポリス」撃沈をモデルにした池上司原作の戦記小説。
- 『ゾンビサバイバルガイド』

ゾンビが存在する世界で書かれたゾンビ対策マニュアルという設定の本。第7章「ゾンビ襲撃記録」で、1942年に海軍陸戦隊がカロリン諸島アトゥク島で捕縛したゾンビを伊58が回収し、移送したことが記録されている（ただし、上述した通り本艦は1944年に竣工した艦である）。

### 漫画
- 『特攻の島』

### ゲーム
- 『World of Warships』

I-58として実装予定

### その他
- 各種艦船擬人化ゲーム作品

『艦隊これくしょん -艦これ-』などの艦船擬人化ゲーム作品では、伊58を擬人化したキャラクターが登場する。